# 14 Herculis
14 Herculis ist ein Hauptreihenstern der Spektralklasse K0, der vom Exoplaneten 14 Herculis b in verhältnismäßig großer Distanz umkreist wird. Ein zweiter Exoplanet 14 Herculis c wurde 2005 vorgeschlagen, ist aber nicht bestätigt.